# Léo Collard
Léo Collard, né le 11 juillet 1902 à Aulnois et mort le 27 janvier 1981 à Mons, est un homme politique belge président du Parti socialiste belge (PSB) de 1959 à 1971, député à la Chambre des représentants de 1932 à 1971, ministre de l'Instruction publique de 1954 à 1958 et bourgmestre de Mons de 1953 à 1974. Il est également professeur d'université de 1937 à 1967.

## Biographie

### Vie privée
Léo Collard est né à Aulnois dans le Hainaut le 11 juillet 1902. Sa mère est institutrice, ainsi que ses grands-parents, et son père fonctionnaire de l’administration des douanes. Il meurt à Mons le 21 janvier 1981, sans descendance directe.

### Formation et carrière
Ses études secondaires sont suspendues en 1917, lorsqu’il est déporté dans un camp de travail. Cette expérience lui révèle les véritables conditions de vie des ouvriers, qui, à cette époque, étaient déplorables. Ce passage l’influence durant toute sa carrière politique. Il suit une formation de droit à l’Université libre de Bruxelles où il fait un doctorat, puis s’inscrit au barreau de Mons, en 1926, dans un des seuls cabinets socialistes de la ville. Durant la même année, il commence sa carrière politique, en devenant membre du Parti Ouvrier Belge. En 1932, il est élu conseiller communal de la ville de Mons, ainsi que député. C’est en 1947 qu’il est élu échevin dans cette même ville, pour enfin en devenir le bourgmestre de 1953 à 1974.
Il occupe également des fonctions gouvernementales, au-delà de celles exercées dans la ville de Mons, ce qu’il regrette un peu, s’étant toujours senti très proche de la ville de Mons, et ayant donc voulu participer plus activement à la vie locale. Sa fonction gouvernementale la plus marquante fut celle de ministre de l’Instruction publique de 1954 à 1958, période de la deuxième “guerre scolaire”, fonction qu’il avait déjà occupée en 1946. Il obtient en 1959 la présidence du Parti socialiste belge (PSB), qu’il quitte, en même temps que son mandat de député, en 1971. La politique ne représente pas l’unique domaine dans lequel il met à profit son énergie. Il est, en effet, professeur universitaire durant trente ans, à savoir de 1937 à 1967, dispensant le cours de droit International public à l’Institut supérieur de Commerce de la province du Hainaut. Durant toute sa carrière, il a tenté de trouver un juste milieu entre la défense des intérêts de ses semblables wallons et la solidarité qu’il éprouve envers ses camarades flamands.

## Guerre scolaire (1954-1958)
Cette période, de 1954 à 1958, est la seule du XXe siècle où le gouvernement est laïque. Léo Collard reçoit les fonctions de ministre de l’Instruction publique, succédant à Pierre Harmel, membre du PSC (parti catholique). Pierre Harmel avait, en 1952, fait voter, une série de lois concernant l’éducation, ce qui avait fait fortement réagir l’opposition au Parlement. Ces lois visaient entre autres à attribuer un versement d’une somme de 8 000 francs belges par élève à l’enseignement libre, ainsi que l’égalisation du minerval dans les deux réseaux.

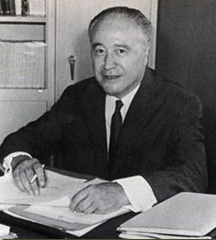
Léo Collard. Histoire illustrée de la Belgique, p. 146

Léo Collard est très soucieux de la question de l’enseignement. En effet, le 23 décembre 1954, il déclare au Sénat que “seul compte l’enseignement de l’État”. Tout juste arrivé à sa fonction, il va supprimer les prérogatives que Pierre Harmel avait octroyées à l’enseignement libre. En 1955, il fait voter la “loi Collard”. Celle-ci visait à couper les subsides octroyés au réseau de l’enseignement libre de 500 millions de francs belges et à licencier 110 intermédiaires catholiques, afin d’augmenter les subsides attribués à l’enseignement officiel. La “loi Collard” prévoyait également que les salaires des professeurs du réseau libre soient pris en charge par l’État, ainsi que la possibilité pour l’État de créer des écoles techniques afin d’assurer une liberté de choix du réseau scolaire des parents. Il agissait dans un souci de démocratisation de l’enseignement, visant un enseignement pour tous nettement plus accessible.
Mais cela ne se fait pas sans peine. L’opinion catholique réagit avec rage : des pétitions sont signées par plus de deux millions de personnes, ce qui représentait plus que le nombre de suffrages obtenus par le PSC. De grandes manifestations, soutenues par les évêques, ont lieu. L’une d’entre elles rassemble jusqu’à 250 000 personnes, majoritairement flamandes, à Bruxelles. Le nom de Léo Collard attisait une haine déchainée dans le monde catholique. Cependant, la loi est votée. Les élections de 1958 sont remportées par les catholiques. Cependant, ils ne peuvent former une majorité homogène. Ainsi, les trois partis traditionnels sont obligés de trouver un compromis, le “Pacte Scolaire”. Celui-ci, satisfaisant les deux réseaux, prévoit une aide étatique à toutes les formes d’enseignement reconnues, ainsi que la gratuité de l’enseignement gardien, primaire et secondaire, ainsi que la liberté de choisir entre un cours de religion ou de morale. Le “Pacte Scolaire” est aussi le texte instaurant une Commission du Pacte Scolaire, elle-même chargée de contrôler les subventions que l’État accorde à chacun des deux réseaux. La politique de Léo Collard permet une croissance dans l’enseignement de la population que jamais la Belgique n’avait connue auparavant. En effet, l’année de 1958 à 1959 connaît une évolution du nombre d’élèves du secondaire supérieur de 7,8 %, de 11,1 % l’année d’après et de 13,5 %  entre 1960 et 1961, passant de 44 017 élèves en 1958 à 55 471 en 1961.

## Question ouvrière
Ayant accédé à la présidence du Parti socialiste belge (PSB) en 1959, Léo Collard a toujours prôné une solidarité entre les deux grandes communautés linguistiques du pays. Il estimait en effet que les problèmes auquel la Belgique faisait face étaient surtout de natures économique et sociale, au-delà de la différence linguistique qui divisait le monde politique belge. Il désirait industrialiser la Flandre et rénover les industries vieillissantes de la Wallonie. Il cherche également à trouver des compromis avec les chrétiens de gauche. Pour lui, estimant que la religion ne pouvait être un barrage à leur entente avec les socialistes, une union entre les deux était nécessaire au progrès. Léo Collard apporte tout son soutien aux grèves ouvrières ainsi qu’aux projets de reconversion économique, revendiquant en permanence une amélioration générale des conditions de vie des ouvriers. Son soutien était d’un naturel calme mais ferme, favorisant toujours le dialogue.

## Distinctions
En 1963, il reçoit le titre de Ministre d'État.
- Grand-croix de l'ordre de la Couronne[17];
- Grand-croix, 1re classe de l'ordre du Mérite (Allemagne).